# しし座カッパ星
しし座κ星（ししざカッパせい、κ Leonis、κ Leo）は、しし座にある重星である。

## 名称
ウルグ・ベクによって「ライオンの鼻」を意味するAl Min'ħar al A'sadという固有名が付けられたと伝わるが、この名前で呼ばれることは殆どない。輝星星表には、綴りを変えて、Al Minliar al Asadと注釈に記載されている。

## 特徴
しし座κ星の視等級は4.46で、肉眼でみることができる明るさである。ガイア衛星が測定した年周視差は、16.73ミリ秒で、地球からの距離に換算すると、約195光年となる。
しし座κ星が重星であることを発見したのは、バーナムであるとされる。4等級のK型巨星から、南西に2秒離れた位置に10等星があり、この2つの恒星は、相対的な位置関係の定常性から、連星であるとみられる。重星カタログには、南西に2.5分離れた位置にある11等星も併せて記載されているが、これは固有運動などから物理的に無関係な見かけだけの重星とみられる。
主星のスペクトル型はK2 IIIで、年齢は太陽とそう変わらないが、質量は太陽の1.44倍あって、進化が進んで膨張し、半径は太陽の16倍くらいになっている。光度は太陽の89倍で、表面温度は4,400Kである。